# میزان باروری کل

نرخ کلی باروری در کشورهای جهان در سال ۲۰۲۳

نرخ باروری کل یا نرخ فرزندآوری (Total fertility rate)، میانگین تعداد فرزندانی است که به ازای هر زن ۱۵ تا ۴۹ سال متولد شده‌است و در سال ۲۰۲۰ نرخ باروری بین ۰٫۸۴ در کره جنوبی و ۷٫۰ در نیجر متغیر بوده‌است.
کشورهای توسعه‌یافته معمولاً دارای نرخ باروری کمتری هستند، که اغلب با ثروت بیشتر، تحصیلات، شهرنشینی یا عوامل دیگر در ارتباط است. میزان مرگ‌ومیر کم است، پیشگیری از بارداری قابل درک است و به راحتی قابل دسترسی است و هزینه‌های داشتن فرزند اغلب به دلیل تحصیل، پوشاک، تغذیه و امکانات اجتماعی بسیار زیاد تلقی می‌شوند و پیشگیری از بارداری مقرون به صرفه می‌شود. علاوه بر این، زمان طولانی‌تر برای گذراندن تحصیلات عالی اغلب به این معنی است که زنان در سنین بالاتر بچه دار می‌شوند. میزان مشارکت زنان در کار نیز تأثیر منفی قابل ملاحظه‌ای بر باروری دارد. بالعکس، در کشورهای توسعه‌نیافته، نرخ باروری بالاتر می‌رود. خانواده‌ها کودکان را برای کار و به عنوان پرستار برای والدین خود در سنین پیری آرزو می‌کنند و نرخ باروری نیز بیشتر است.

## عوامل اثرگذار
در میان بسیاری از عوامل تعیین‌کنندهٔ باروری که در کشورهای توسعه‌یافته مورد مطالعه قرار گرفته‌اند، میزان تحصیلات و وابستگی مذهبی عوامل مهم و متضاد هستند. در حالی که سطح باروری با تعلقات مذهبی افزایش می‌یابد، با سطح تحصیلات زنان کاهش می‌یابد.

## نرخ جایگزینی جمعیت
نرخ جایگزینی جمعیت (Replacement rate) میزان کلی باروری است که منجر به جبران جمعیت درگذشته با جمعیت جدید می‌شود. اگر هیچ زنی تا پیش از سن زادآوری (حدود ۴۵ تا ۵۰ سال) نمیرد، آنگاه نرخ جایگزینی حدود ۲٫۰ خواهد بود. در کشورهای توسعه یافته این نرخ کمی بیش از ۲٫۰ و در کشورهای در حال توسعه بین ۲٫۵ تا ۳٫۳ است، زیرا برخی از زنان پیش از زادآوری می‌میرند. در سطح جهانی نرخ جایگزینی ۲٫۳۳ است به ازای هر زن است. در این نرخ، جمعیت جهان در رشد جمعیت صفر می‌ماند.
| سال       | نرخ باروری |
| --------- | ---------- |
| ۱۹۵۰–۱۹۵۵ | ۴٫۹۵       |
| ۱۹۵۵–۱۹۶۰ | ۴٫۸۹       |
| ۱۹۶۰–۱۹۶۵ | ۴٫۹۱       |
| ۱۹۶۵–۱۹۷۰ | ۴٫۸۵       |
| ۱۹۷۰–۱۹۷۵ | ۴٫۴۵       |
| ۱۹۷۵–۱۹۸۰ | ۳٫۸۴       |
| ۱۹۸۰–۱۹۸۵ | ۳٫۵۹       |
| ۱۹۸۵–۱۹۹۰ | ۳٫۳۹       |
| ۱۹۹۰–۱۹۹۵ | ۳٫۰۴       |
| ۱۹۹۵–۲۰۰۰ | ۲٫۷۹       |
| ۲۰۰۰–۲۰۰۵ | ۲٫۶۲       |
| ۲۰۰۵–۲۰۱۰ | ۲٫۵۲       |
| ۲۰۱۰–۲۰۱۵ | ۲٫۳۶       |

## غرب آسیا
در سال ۲۰۱۹، نرخ کلی باروری در ترکیه به ۱٫۸۸ رسید.
در سال ۱۳۹۹ خورشیدی گاه‌شماری در ایران (مارس ۲۰۱۹- مارس ۲۰۲۰)، نرخ باروری کل ایران به ۱٫۸ کاهش یافت.
نرخ باروری در ایران بر اساس آمار سال ۲۰۰۸ برابر با ۱٫۷۱ کودک به ازای هر زن بوده‌است، که با این توصیف ایران در جایگاه ۱۷۲ جهان قرار دارد.
این در حالی است که این نرخ در سال ۲۰۰۳ برابر با ۱٫۹۹ کودک به ازای هر زن بوده‌است.